# Evergreen anniversary edition
『evergreen anniversary edition』（エヴァーグリーン・アニヴァーサリー・エディション）は、2007年12月5日にコロムビアミュージックエンタテインメントから発売された河村隆一の2枚目のカバー・アルバム。

## 概要
初回プレス盤は三方背BOX仕様。
自身の楽曲のセルフカバー曲収録CD、他アーティストのカバー曲を収録したCD、MVとライブを収録したDVDの3枚で構成されている。

## 収録曲

### Disc 1：SELF-RETAKE
1. I love you
2. Glass
3. BEAT
4. Love is...
5. 彼方まで
6. Nē
7. 深愛〜only one〜
8. Sugar Lady
9. バニラのコート
10. Once again(Album version)
11. 静かな夜は二人でいよう (Live version)（2007年9月2日 愛知県芸術劇場コンサートホール）

### Disc 2：COVER
1. I LOVE YOU(尾崎豊)
2. 壊れかけのRadio(徳永英明)
3. 桜坂(福山雅治)
4. 雪の華(中島美嘉)
5. 秋桜(山口百恵)
6. 抱きしめたい(Mr.Children)
7. 未来予想図II(DREAMS　COME　TRUE)
8. 時の過ぎゆくままに(沢田研二)
9. いつまでも変わらぬ愛を(織田哲郎)
10. SERAFINE(DEAD END)
11. AMAPOLA≪Live mic-less version≫（2007年9月2日 愛知県芸術劇場コンサートホール）

### Disc 3：DVD
1. Once again(Music Clip)
2. 彼方まで(2005/10/27 葛飾シンフォニーヒルズ Tour2005 "もう一人の自分")
3. バニラのコート(2004/10/24 東京厚生年金会館 Tour2004 "バニラ"-再演-)
4. Sugar Lady(2004/08/22 Nagoya Blue Note Live at Nagoya Blue Note)
5. 深愛〜Only one〜(2003/08/06 大阪シンフォニーホール Symphonic Night Cruising)
6. Nē(2001/04/23 日本武道館 1st STAGE 深愛)
7. I love you(2001/04/23 日本武道館 1st STAGE 深愛)
8. Glass(2001/04/23 日本武道館 1st STAGE 深愛)
9. BEAT(1997/08/27 日本武道館 Tour鼓動)
10. Love is...(1997/08/27 日本武道館 Tour鼓動) ※Incompleteness ver.